# جاك كومبتون (لاعب كرة قاعدة)
جاك كومبتون (بالإنجليزية: Jack Compton)‏ هو لاعب كرة قاعدة أمريكي، ولد في 9 مارس 1882 في لانكستر في الولايات المتحدة، وتوفي بنفس المكان في 4 يوليو 1974.

## وصلات خارجية
- جاك كومبتون على موقعبيزبول رفرنس.كوم (الدوري الرئيسي) (الإنجليزية)
- جاك كومبتون على موقعبيزبول رفرنس.كوم (الدوري الثانوي) (الإنجليزية)